# Jakub Ďoubal
Jakub Ďoubal (29. srpna 1979 Teplice) je český restaurátor. Od roku 2014 jako vedoucí Ateliéru restaurování kamene na Fakultě restaurování Univerzity Pardubice. Studoval na Institutu restaurování a konzervačních technik v Litomyšli a následně na VŠVU v Bratislavě. Poté absolvoval doktorské studium na Fakultě stavební ČVUT v oboru fyzikální a materiálové inženýrství, kde se ve své dizertační práci věnoval využití laseru při čištění památek. Na AVU v Praze získal titul docent v oboru restaurování sochařských děl. Po dokončení studia absolvoval prestižní kurz Stone Conservation - SC11 pořádaný organizacemi ICCROM a The Getty Conservation Institute pod záštitou UNESCO.
Vedle pedagogické činnosti se věnuje restaurování sochařských děl. V průběhu své odborné praxe se podílel na obnově významných objektů, jako jsou například Chrám Sv. Barbory, Morový sloup a Kamenná kašna v Kutné Hoře,  gotický náhrobek Arnošta z Pardubic v polském Klodzku či sousoší Sv. Františka Serafínského a socha Bruncvíka na Karlově mostě.
Jakub Ďoubal je autorem řady odborných článků a publikací vydaných v Čechách i v zahraničí. Mezi nejvýznamnější publikace patří knihy “Conservation of Plaster Cast”, “Úvod do restaurováni kamenných památek” nebo “Kamenné památky Kutné Hory: restaurování a péče o sochařská dila”

## Výstavy
- 2010 kolektivní výstava Artefakt 2010- restaurátorské práce v regionu Kutná Hora (kostel nanebevzetí Panny Marie v Sedlci v Kutné Hoře)
- 2013 – samostatná výstava – Restaurování kamenných památek v Kutné Hoře (Galerie středočeského kraje)

## Publikační činnost
- ĎOUBAL, Jakub. Kamenné památky Kutné Hory: Restaurování a péče o sochařské památky. Pardubice: Univerzita Pardubice, 2015
- ĎOUBAL, Jakub a kol. Sádrové odlitky: Restaurování a péče o umělecká díla. Pardubice: Univerzita Pardubice, 2020.
- ĎOUBAL, Jakub, ed. Conservation of plaster cast. London: Archetype Publications, 2023.
- ĎOUBAL, Jakub. Úvod do restaurování kamenných památek. Litomyšl: Univerzita Pardubice. 2023
- Výsledky svých prací publikoval na stránkách Zpráv památkové péče a řady mezinárodních časopisů